# Kanton Mézenc
Der Kanton Mézenc ist seit 2015 ein französischer Wahlkreis in den Arrondissements Le Puy-en-Velay und Yssingeaux, im Département Haute-Loire und in der Region Auvergne-Rhône-Alpes. Der Name des Kantons bezieht sich auf den im Südwesten des Hauptorts gelegenen Berg Mont Mézenc.

## Gemeinden
Der Kanton besteht aus 21 Gemeinden mit insgesamt 11.363 Einwohnern (Stand: 2022) auf einer Gesamtfläche von 481,82 km²:
| Gemeinde                  | Einwohner 1. Januar 2022 | Fläche km² | Dichte Einw./km² | Code INSEE | Postleitzahl | Arrondissement  |
| ------------------------- | ------------------------ | ---------- | ---------------- | ---------- | ------------ | --------------- |
| Alleyrac                  | 118                      | 11,34      | 10               | 43004      | 43150        | Le Puy-en-Velay |
| Chadron                   | 348                      | 13,62      | 26               | 43047      | 43150        | Le Puy-en-Velay |
| Champclause               | 203                      | 22,27      | 9                | 43053      | 43260, 43430 | Le Puy-en-Velay |
| Chaudeyrolles             | 128                      | 18,90      | 7                | 43066      | 43430        | Le Puy-en-Velay |
| Fay-sur-Lignon            | 344                      | 13,24      | 26               | 43092      | 43430        | Le Puy-en-Velay |
| Freycenet-la-Cuche        | 105                      | 16,25      | 6                | 43097      | 43150        | Le Puy-en-Velay |
| Freycenet-la-Tour         | 114                      | 7,93       | 14               | 43098      | 43150        | Le Puy-en-Velay |
| Goudet                    | 75                       | 4,50       | 17               | 43101      | 43150        | Le Puy-en-Velay |
| Lantriac                  | 1.929                    | 22,83      | 84               | 43113      | 43260        | Le Puy-en-Velay |
| Laussonne                 | 1.019                    | 25,11      | 41               | 43115      | 43150        | Le Puy-en-Velay |
| Le Chambon-sur-Lignon     | 2.451                    | 41,71      | 59               | 43051      | 43400        | Yssingeaux      |
| Le Monastier-sur-Gazeille | 1.773                    | 39,39      | 45               | 43135      | 43150        | Le Puy-en-Velay |
| Les Estables              | 318                      | 33,94      | 9                | 43091      | 43150        | Le Puy-en-Velay |
| Les Vastres               | 191                      | 30,34      | 6                | 43253      | 43430        | Le Puy-en-Velay |
| Mazet-Saint-Voy           | 1.111                    | 45,02      | 25               | 43130      | 43520        | Yssingeaux      |
| Montusclat                | 123                      | 10,47      | 12               | 43143      | 43260        | Le Puy-en-Velay |
| Moudeyres                 | 108                      | 9,25       | 12               | 43144      | 43150        | Le Puy-en-Velay |
| Présailles                | 110                      | 22,23      | 5                | 43156      | 43150        | Le Puy-en-Velay |
| Saint-Front               | 413                      | 52,33      | 8                | 43186      | 43550        | Le Puy-en-Velay |
| Saint-Martin-de-Fugères   | 228                      | 20,87      | 11               | 43210      | 43150        | Le Puy-en-Velay |
| Salettes                  | 154                      | 20,28      | 8                | 43231      | 43150        | Le Puy-en-Velay |
| Kanton Mézenc             | 11.363                   | 481,82     | 24               | 4308       | –            | –               |